# Cerodontha kalatopensis
Cerodontha kalatopensis este o specie de muște din genul Cerodontha, familia Agromyzidae, descrisă de Singh și Garg în anul 1970. Conform Catalogue of Life specia Cerodontha kalatopensis nu are subspecii cunoscute.